# Đình Tú
Nguyễn Đình Tú (sinh ngày 24 tháng 9 năm 1992 tại Bắc Ninh) là một nam diễn viên người Việt Nam.

## Cuộc đời và sự nghiệp
- Đình Tú sinh tại tỉnh Bắc Ninh, Việt Nam, từng học tại trường Đại học Sân khấu - Điện ảnh Hà Nội trong bốn năm từ 2010 đến 2014.
- Năm 2015, anh có vai phụ trong bộ phim truyền hình Tuổi thanh xuân kết hợp với diễn viên Hàn Quốc Kang Tae-oh. Vai diễn chính đầu tiên của anh là Việt trong phim Máy bay ký sự của đạo diễn Trịnh Lê Phong, diễn cùng Hoa hậu biển Vân Anh.[1] Cùng đó, anh cũng xuất hiện trong một một bộ phim lẻ của đạo diễn Lưu Ngọc Hà, chiếu cuối tuần trên kênh VTV1 Đau buốt đến tim phát sóng vào ngày 13 tháng 9 năm 2015 trong vai Dũng, một chàng trai học giỏi, sống trong một gia đình khá giả và chơi thân với Mai - nhân vật do Kim Oanh thủ vai, diễn viên chính của phim Những cô gái trong thành phố năm 2019, được khán giả đánh giá khá ấn tượng.
- Năm 2016, Tú đóng thành một quân nhân với vai Thái trong một bộ phim chính luận Mạch ngầm vùng biên ải, được chuyển thể từ tiểu thuyết cùng tên của nhà văn Nguyễn Văn Cự. Cùng thời gian này, anh có vai chính trong series Chuyện học trò trên VTV7. Trong series này, anh vào vai Tùng, anh trai Ban Mai (Hà Đan thủ vai), là học sinh đang đi học.[2]
- Năm 2017, với vai Linh, anh xuất hiện trong phim lẻ hợp tác giữa Việt Nam và Nhật Bản - Dưới bầu trời xa cách. Sau đó, anh vào vai chính tên Vừ, đóng chung cùng Phương Oanh vai Súa trong phim Lặng yên dưới vực sâu được dựa trên tiểu thuyết của nhà văn Đỗ Bích Thúy, kể về câu chuyện tình của đôi trai gái người H'Mông. Khi mới lên quay bộ phim, Tú đã phải tập cưỡi ngựa, tập chạy trên những con đường đồi núi gập ghềnh, đầy đá tai mèo[3] và cần dùng đến 6 miếng dán giữ nhiệt trong lúc đóng phim vì không khí lạnh buốt da thịt - Đình Tú chia sẻ khi đến miền núi cao Hà Giang.[4]
- Tiếp đến, Tú tiếp túc đảm nhiệm vai chính trong hai bộ phim mới phát sóng vào mùa thu, một là phim Đi qua mùa hạ nói về tình bạn, sự đoàn kết và quãng đời tuổi trẻ của 5 bạn thân. Tú vào vai Phương, một anh chàng thanh niên ở vùng quê thi trượt đại học và ở nhà tăng gia sản xuất.[5][6] Phim thứ hai là Ghét thì yêu thôi, diễn chung cùng diễn viên Phương Anh vai Kim còn Tú trong vai Du.
- Bên cạnh đó, anh cũng tham gia vai phụ trong 2 bộ phim khác, trước khi phần tiếp theo của Ghét thì yêu thôi mang tên Yêu thì ghét thôi lên sóng vào ngày 29 tháng 8 năm 2018 là phim Ngược chiều nước mắt - vai Sáng và Cả một đời ân oán với vai Lâm - em trai của Dung (Hồng Diễm thủ vai), đã phải đi tù vì nợ tiền đánh bạc. Đầu tháng 4/2019, Tú tham gia phim Nàng dâu order, đóng vai là em trai ruột của nhân vật nữ chính tên là Yến (Lan Phương thủ vai).
- Ngoài diễn xuất, anh còn tham gia catwalk, MC và làm người mẫu ảnh tự do.
- Giữa tháng 1/2020, với vai chính mang tên Khoa "gà" trong phim Cô gái nhà người ta nói về câu chuyện cuộc sống của những thanh niên trẻ và những người nông thôn vùng miền Bắc bộ. Anh và Phương Oanh tiếp tục trở lại đóng chung với vai trò hàng xóm. Ngày 6 tháng 4 năm 2020, anh được mời tham gia phim được kết hợp giữa hai bộ phim Về nhà đi con cùng Cô gái nhà người ta - Những ngày không quên, có tính chất tuyên truyền về đề tài dịch bệnh COVID-19 xen lẫn yếu tố giải trí, phát sóng trên kênh VTV1.[7]
- Đình Tú góp mặt trong bộ phim truyền hình Hướng dương ngược nắng và phát sóng trên kênh VTV3 từ ngày 14 tháng 12 năm 2020.[8]
- Giữa tháng 4/2021, anh làm MC chương trình Cà phê Sáng trên kênh VTV3 phiên bản mới, cùng với Á hậu Bùi Phương Nga; các MC Đức Bảo, Hồng Nhung, Phí Linh, Xuân Quỳnh; Hoàng Thành và Đặng Trần Tùng, 1 trong số 5 người đầu tiên tại Việt Nam đạt điểm IELTS tuyệt đối 9.0.[9]
- Năm 2022, anh góp mặt vào bộ phim Thương ngày nắng về. Anh vào vai Hoàng Duy, con trai ông Hoàng Long, Chủ tịch Hoàng Kim (NSND Tiến Đạt thủ vai), người yêu sau này của Vân Trang (Phan Minh Huyền).
- Năm 2023, anh thủ vai Tú, bạn thân của Ly (Thùy Anh) trong phim Đừng nói khi yêu phát trên VTV3 từ ngày 30 tháng 1 năm 2023.
- Năm 2024, anh góp mặt vào bộ phim Gặp em ngày nắng của đạo diễn Nguyễn Đức Hiếu. Anh vào vai Huy,một bác sĩ thú y, cháu nội của bà Thương( NSND Lan Hương), con trai duy nhất của ông Quang(Xuân Trường) và bà Loan( NSƯT An Chinh).

## Danh sách phim

### Phim Ngắn
| Năm  | Ca khúc     | Biểu diễn   | Bạn diễn    | Ghi chú | Năm  | Nguồn |
| ---- | ----------- | ----------- | ----------- | ------- | ---- | ----- |
| 2015 | Khoảng lặng | Bích Phương | Bích Phương | MV      | 2015 |       |

### Phim truyền hình
| Năm  | Tên phim                  | Vai diễn                                              | Đạo diễn                                             | Kênh  | Bạn diễn | Ghi chú          | Nguồn                       |
| ---- | ------------------------- | ----------------------------------------------------- | ---------------------------------------------------- | ----- | --- | ---------------- | --------------------------- |
| 2015 | Tuổi thanh xuân           | Vũ Hoàng - Nhân vật diễn cùng Lee Junsu (Kang Tae-oh) | Nguyễn Khải Anh, Bùi Tiến Huy & Myung Hyun Woo       | VTV3  | | Tập 35           |                             |
| 2015 | Máy bay ký sự             | Việt                                                  | Trịnh Lê Phong                                       | VTV3  | Thanh Sơn, Vân Anh                                                                                                  | Vai chính        |                             |
| 2015 | Đau buốt đến tim          | Dũng                                                  | Lưu Ngọc Hà                                          | VTV1  | Nguyễn Kim Oanh | Phim lẻ          | [ 10 ]                      |
| 2016 | Mạch ngầm vùng biên ải    | Thái                                                  | Bùi Huy Thuần                                        | VTV1  | Doãn Quốc Đam | Vai chính        |                             |
| 2017 | Dưới bầu trời xa cách     | Linh                                                  | Đào Duy Phúc & NSƯT Vũ Trường Khoa                   | VTV1  | | Phim lẻ          |                             |
| 2017 | Lặng yên dưới vực sâu     | Vừ                                                    | Đào Duy Phúc                                         | VTV3  | Phương Oanh, Doãn Quốc Đam, Hương Giang                                                                             | Vai chính        | [ 11 ] [ 12 ] [ 13 ]        |
| 2017 | Những người nhiều chuyện  | Thạch                                                 | Trần Quốc Trọng                                      | VTV1  | | Khách mời        |                             |
| 2017 | Đi qua mùa hạ             | Phương                                                | Bùi Quốc Việt                                        | VTV3  | Quỳnh Kool, Bình An                                                                                                 | Vai chính        |                             |
| 2017 | Ghét thì yêu thôi         | Du                                                    | Trịnh Lê Phong                                       | VTV3  | Phanh Lee, Vũ Thu Hoài, Vân Dung, Chí Trung                                                                         | Vai chính        | [ 14 ] [ 15 ] [ 16 ] [ 17 ] |
| 2017 | Ngược chiều nước mắt      | Sáng                                                  | Vũ Minh Trí                                          | VTV1  | Bình An, Phạm Anh Tuấn, Phan Minh Huyền                                                                             | Vai phụ          |                             |
| 2017 | Cả một đời ân oán         | Lâm                                                   | NSƯT Trọng Trinh, NSƯT Vũ Trường Khoa & Bùi Tiến Huy | VTV3  | Mạnh Trường, Hồng Diễm, Hồng Đăng, Lan Phương, Thanh Sơn, NSND Mỹ Uyên                                              | Vai phụ          |                             |
| 2018 | Yêu thì ghét thôi         | Du                                                    | Trịnh Lê Phong                                       | VTV3  | Phanh Lee, Vũ Thu Hoài, Vân Dung, Chí Trung, Quang Thắng                                                            | Vai chính        | [ 18 ] [ 19 ]               |
| 2018 | Đen thôi đỏ quên đi       | Thầy Kim                                              |                                                      | VTV3  | | Vai phụ          |                             |
| 2019 | Nàng dâu order            | Long                                                  | Bùi Quốc Việt                                        | VTV3  | Lan Phương, Thanh Sơn, Khuất Quỳnh Hoa, Phương Oanh, Quỳnh Kool                                                     | Vai phụ          |                             |
| 2019 | Những thiên thần nhà S6   | Hoàng Huỳnh                                           | Trịnh Lê Phong                                       | VTV3  | | Khách mời        |                             |
| 2020 | Cô gái nhà người ta       | Khoa                                                  | Trịnh Lê Phong                                       | VTV3  | Phương Oanh | Vai chính        | [ 20 ] [ 21 ]               |
| 2020 | Những ngày không quên     | Khoa                                                  | NSƯT Nguyễn Danh Dũng - Trịnh Lê Phong               | VTV1  | Phương Oanh | Vai chính        | .                           |
| 2020 | Hướng dương ngược nắng    | Quang Trí                                             | NSƯT Vũ Trường Khoa                                  | VTV3  | Lương Thu Trang, Quỳnh Kool, Việt Anh, Doãn Quốc Đam                                                                | Vai chính        | [ 23 ]                      |
| 2021 | Mặt nạ hạnh phúc          | Bảo                                                   | Trần Chí Thành - Bùi Bài Bình                        | SCTV6 | Huyền Trang Mù Tạt, Phạm Ngọc Anh                                                                                   | Vai chính        |                             |
| 2021 | Thương ngày nắng về       | Hoàng Duy                                             | Bùi Tiến Huy & NSƯT Vũ Trường Khoa                   | VTV3  | Doãn Quốc Đam, Hồng Đăng, Phan Minh Huyền                                                                           | Vai chính        | [ 24 ] [ 25 ] [ 26 ]        |
| 2023 | Đừng nói khi yêu          | Minh Tú                                               | Bùi Tiến Huy                                         | VTV3  | Mạnh Trường, Thùy Anh, Trình Mỹ Duyên, Lương Thanh, Nguyễn Hoàng Ngọc Huyền                                         | Vai chính        |                             |
| 2024 | Gặp em ngày nắng          | Huy                                                   | Nguyễn Đức Hiếu                                      | VTV3  | Anh Đào, Cù Thị Trà, NSƯT Thanh Quý, NSND Việt Thắng                                                                | Vai chính        |                             |
| 2025 | Những chặng đường bụi bặm | Nguyên                                                | Trịnh Lê Phong                                       | VTV3  | NSƯT Võ Hoài Nam, Anh Tuấn, Kim Ngân, Nguyễn Thanh Bình, Tô Dũng, Quỳnh Châu, Hoàng Quân, Trịnh Dương, Bùi Vũ Phong | Vai chính        |                             |
| 2025 | Cha tôi người ở lại       | Tú                                                    | NSƯT Vũ Trường Khoa                                  | VTV3  | Nguyễn Hoàng Ngọc Huyền, Trần Nghĩa, Thái Vũ                                                                        | Khách mời tập 42 |                             |

## Giải thưởng và đề cử
| Năm  | Lễ trao giải   | Hạng mục                     | Tác phẩm đề cử      | Kết quả | Nguồn                |
| ---- | -------------- | ---------------------------- | ------------------- | ------- | -------------------- |
| 2021 | Giải Cánh diều | Nam diễn viên chính xuất sắc | Thương ngày nắng về | Đề cử   | [ 27 ] [ 28 ] [ 29 ] |

## Chương trình truyền hình
- Bữa trưa vui vẻ VTV6
- Hãy chọn giá đúng VTV3
- Chuyện học trò (VTV7)
- Anh tham gia chương trình Alo Tết năm 2021 (năm Tân Sửu) ở tập 2
- Năm 2021, anh dẫn chương trình Cà phê sáng trên kênh VTV3.
- Vì bạn xứng đáng VTV3 (Người chơi)
- 12 con giáp 2023 VTV3

## Đời tư
Đình Tú và Hương Giang hẹn hò từ cuối tháng 12 năm 2016, sau khi làm bộ phim Lặng yên dưới vực sâu. Trong quá trình làm phim trên Hà Giang, Đình Tú và Hương Giang cũng như Phương Oanh rất thân nhau vì là những diễn viên trẻ tuổi. Đến khi bộ phim hoàn thành, về Hà Nội, họ hẹn nhau đi chơi, Tú và Giang hay nhắn tin và tâm sự với nhau về cuộc sống cũng như công việc, đến khi tình cảm lớn dần lên.
Cuối năm 2021, Hương Giang và Đình Tú xác nhận chia tay sau 5 năm gắn bó.
Đình Tú bắt đầu hẹn hò nữ diễn viên Nguyễn Hoàng Ngọc Huyền từ năm 2023 nhưng anh không lên tiếng xác nhận. Ngày 19 tháng 6 năm 2025, anh xác nhận hẹn hò với Ngọc Huyền và cầu hôn thành công tại Nhật Bản.